# ديفيد موريس كيرن
ديفيد موريس كيرن (بالإنجليزية: David Morris Kern)‏ هو صيدلي أمريكي، ولد في 1909، وتوفي في 3 مايو 2013.